# Szutowa
Szutowa (ukr. Шутова) – wieś na Ukrainie, w rejonie jaworowskim obwodu lwowskiego. Wieś liczy około 430 mieszkańców.
Założona w 1624 r.
Wyodrębniona jako gmina jednostkowa w II Rzeczypospolitej 1 kwietnia 1930 z części gmin Bonów i Porudno. Pozostała taką do 1934 roku, kiedy to została siedzibą nowo utworzonej zbiorowej wiejskiej gminy Szutowa w powiecie jaworowskim w woj. lwowskim.
W lutym 1940 NKWD zesłało na Syberię 16 polskich rodzin (90 osób). W 1944 nacjonaliści ukraińscy z OUN-UPA zamordowali we wsi 16 Polaków, w tym kierownika szkoły Franciszka Tworka i ks. proboszcza Albina Barnasia. Po wojnie wieś weszła w struktury administracyjne Związku Radzieckiego.